# 沖縄県立鏡が丘特別支援学校
沖縄県立鏡が丘特別支援学校（おきなわけんりつ かがみがおかとくべつしえんがっこう）は、沖縄県浦添市当山三丁目にある公立特別支援学校。
肢体不自由者を主な対象とした特別支援学校（旧名称では養護学校）として県内で最初に開校した。
同市経塚に浦添分校・高等部分教室（うらそえぶんこう・こうとうぶぶんきょうしつ）がある。浦添分校・高等部分教室についても本稿に記述する。

## 概要
1965年に琉球政府立鏡が丘養護学校として設立。前述のように肢体不自由者を対象とした特別支援学校としては県内初。当初は、浦添市大平鏡原に設置されていたが、学校規模を拡大するため同市当山（現在地）に移転した。なお、校名の「鏡が丘」は、当初の学校設立地の地名である「鏡原」から名付けられた（同じく学校設立地の地名であった「大平」は、ほぼ同時に開校した大平養護学校（現、大平特別支援学校）に冠された）。
浦添分校は、1974年に浦添市経塚に開級された沖縄県立沖縄療育園訪問学級が元となる。1979年に沖縄県立鏡が丘養護学校訪問教育学級に改名し、1981年に沖縄県立鏡が丘養護学校訪問教育学級を閉鎖したうえで、施設等を引き継ぎ沖縄県立鏡が丘養護学校浦添分校として開校した。また、1997年に高等部となる鏡が丘養護学校高等部分教室を開級している。なお、2009年現在では沖縄県内の特別支援学校では唯一の分校である。
また、かつては浦添分校のほか2つの分校を設立した経緯がある。1965年の開校と同時に那覇市寄宮の沖縄整肢療護園内に1960年に開校した那覇教育区立神原小学校分教場・那覇教育区立寄宮中学校分教場を同校の整肢療護園分教場とし、その後1967年には琉球政府立鏡が丘養護学校整肢療護園分校としたが、1969年には琉球政府立那覇養護学校（現、沖縄県立那覇特別支援学校）として独立している。また、1979年には宜野湾市に沖縄県立鏡が丘養護学校宜野湾分校を開校（後に西原町の現在地に移転）したが、1984年に沖縄県立森川養護学校（現、沖縄県立森川特別支援学校）として独立している。
なお、2009年3月までは鏡が丘養護学校という名称であったが、2006年6月の学校教育法一部改定により、旧盲学校、旧聾学校、旧養護学校の学校種が特別支援学校に統一されたことから、校名を鏡が丘特別支援学校に変更している。浦添分校・高等部分教室においても同様の改名が行われた。

## 設置学部
- 小学部
- 中学部
- 高等部

## 沿革
- 19xx年 - 琉球政府肢体不自由養護学校として設立認可。
- 1965年1月1日 - 学校名を琉球政府立鏡が丘養護学校に変更。
- 1965年4月26日 - 開校。
- 1965年9月1日 - 那覇教育区立神原小学校分教場、那覇教育区立寄宮中学校分教場を当校の整肢療護園分教場とする。
- 1967年10月1日 - 整肢療護園分教場が琉球政府立鏡が丘養護学校整肢療護園分校として認可。
- 1969年12月15日 - 琉球政府立鏡が丘養護学校整肢療護園分校が琉球政府立那覇養護学校（現、沖縄県立那覇特別支援学校）に分離独立。
- 1971年4月1日 - 高等部普通科Aコースが認可される。
- 1972年5月15日 - 学校名を沖縄県立鏡が丘養護学校に変更。
- 1974年5月 - 沖縄県立沖縄療育園訪問学級を開級。
- 1979年4月1日 - 養護学校義務教育制に伴い、沖縄県立沖縄療育園訪問学級を沖縄県立鏡が丘養護学校校訪問教育学級に改名し、さらに沖縄県立鏡が丘養護学校宜野湾分校（病弱）を開校。
- 1981年2月17日 - 沖縄県立鏡が丘養護学校浦添分校の設立が認可。
- 1981年4月 - 沖縄県立鏡が丘養護学校校訪問教育学級を閉鎖、沖縄県立鏡が丘養護学校浦添分校を開校。
- 1982年11月1日 - 本校を浦添市大平から現在の同市当山に移転。
- 1984年4月1日 - 沖縄県立鏡が丘養護学校宜野湾分校が沖縄県立森川養護学校（現、沖縄県立森川特別支援学校）に分離独立。
- 1985年6月18日 - 沖縄県立泡瀬養護学校（現、沖縄県立泡瀬特別支援学校）開校に伴い本校の小・中学部の通学区域を変更。
- 1997年4月 - 浦添分校が高等部分教室を開級したことにより、学校名を沖縄県立鏡が丘養護学校浦添分校・高等部分教室に変更。
- 2009年4月1日 - 校名を沖縄県立鏡が丘特別支援学校、沖縄県立鏡が丘特別支援学校浦添分校・高等部分教室に変更。

## アクセス

### 路線バス
本校
- 前田入口バス停
  - 25番・普天間空港線　（那覇バス）
  - 56番・浦添線　（琉球バス交通）

浦添分校
- 経塚バス停
  - 91番・城間（南風原）線　（東陽バス）
  - 191番・城間（一日橋）線　（東陽バス）
- 平安病院前バス停
  - 9番・小禄石嶺線　（那覇バス）
  - 11番・安岡宇栄原線　（那覇バス）
  - 13番・石嶺おもろまち線　（那覇バス）
  - 17番・石嶺線　（那覇バス）
  - 25番・普天間空港線　（那覇バス）
  - 33番・糸満西原（末吉）線　（那覇バス）
  - 97番・琉大（首里）線　（那覇バス）